# Big Rapids
Big Rapids ist eine Stadt (City) im US-Bundesstaat Michigan. Big Rapids ist Verwaltungssitz (County Seat) des Mecosta County. Beim Census im Jahr 2020 zählte Big Rapids 7727 Einwohner.

## Geographie
Big Rapids liegt im Westen der Unteren Halbinsel (Lower Peninsula of Michigan), 130 km westlich von Saginaw und 80 km nördlich von Grand Rapids. Die auf 282 m Höhe gelegene Kleinstadt wird vom Muskegon River in südlicher Richtung durchflossen. Westlich der Stadt erstreckt sich der Manistee National Forest.

## Geschichte
Big Rapids wurde 1855 von George French und seinem Bruder Zera gegründet. Seit 1859 ist Big Rapids ein Village und Sitz des Mecosta County. Seit 1869 besitzt Big Rapids die Stadtrechte (City).

## Verkehr
Der U.S. Highway 131 führt von Grand Rapids kommend in nördlicher Richtung an Big Rapids vorbei nach Mackinaw City. Drei Kilometer nordwestlich der Stadt befindet sich der Flughafen Roben-Hood Airport.

## Bildung
In Big Rapids befindet sich der Haupt-Campus der Ferris State University.

## Persönlichkeiten
- William L. O’Neill (* 1935 in Big Rapids; † 2016 in New Brunswick), US-amerikanischer Sozial- und Politikhistoriker
- Linnie Marsh Wolfe (* 1881 in Big Rapids; † 1945 in Berkeley), Bibliothekarin und Biographin, Pulitzer-Preisträgerin